# توم بانون
توم بانون (بالإنجليزية: Tom Bannon)‏ هو لاعب كرة قاعدة أمريكي، ولد في 8 مايو 1869 في أميسبوري في الولايات المتحدة، وتوفي في 26 يناير 1950 في لين في الولايات المتحدة.

## وصلات خارجية
- توم بانون على موقعبيزبول رفرنس.كوم (الدوري الرئيسي) (الإنجليزية)
- توم بانون على موقعبيزبول رفرنس.كوم (الدوري الثانوي) (الإنجليزية)